# مسعود یکم
مسعود یکم با نام کامل رکن‌الدین مسعود یکی از سلاطین سلجوقیان روم از ۱۱۱۶ تا ۱۱۵۶ می‌باشد.

به دنبال کشته‌شدن قلج ارسلان یکم، مسعود تاج و تخت را به دلیل برادرش ملک شاه (روم) از دست داد. با کمک دانشمندیان مسعود قونیه را تصرف کرد، ملک شاه را شکست داد و در نهایت او را به قتل رساند. بعدها مسعود سرزمین‌های دانشمندیان را تصرف کرد. در سال ۱۱۳۰، او شروع به ساخت مسجد علاءالدین در قونیه کرد که پس از وی در سال ۱۲۲۱ تکمیل شد.

مسعود در اواخر سلطنتش با نیروهای صلیبی در طول جنگ‌های صلیبی دوم جنگید. صلیبیون از دو ارتش تشکیل شده بودند، یکی به رهبری کنراد سوم امپراتور آلمانی و دیگری به رهبری لوئی هفتم از فرانسه که مسعود هر دو ارتش را شکست داد.

هنگامی که مسعود درگذشت پسرش قلج ارسلان دوم جانشین او شد.